# Крыса, Михаил
Михаи́л Кры́са (1619—1678) — киевский казачий полковник, участник восстания Хмельницкого.

## Биография
5 августа 1649 года Михаил Крыса упоминается как полковник гетманского полка Войска Запорожского. В 1650 году стал наказным чигиринским полковником.
Во время Берестецкой битвы был направлен послом к королю Яну Казимиру, перешёл на сторону правительственных войск и советовал затопить казацкий лагерь. В 1653 году служил ротмистром в польской армии. 1 июля 1653 года хоругвь Михаила Крысы разграбила и сожгла село Острожец в Луцком повете. В 1655 году стал королевским полковником. В 1660 году, после перехода Юрия Хмельницкого на сторону Польши, был назначен переяславским полковником. Во время боевых действий попал в плен к русско-казацким войскам и был отправлен в Москву.